# La Bellière, Orne

La Bellière este o comună în departamentul Orne, Franța. În 1 ianuarie 2022 avea o populație de 129 de locuitori.